# 3477 Kazbegi
3477 Kazbegi (1979 KH) là một tiểu hành tinh vành đai chính được phát hiện ngày 19 tháng 5 năm 1979 bởi R. M. West ở La Silla.